# ヒーローママ☆リーグ
『ヒーローママ☆リーグ』は、2018年5月13日（母の日）に東映特撮ファンクラブでWeb配信されたスーパー戦隊シリーズを題材とする特撮作品。

## 概要
過去のスーパー戦隊シリーズに登場し、現在は母親となったキャラクターたちが、地球と家庭の平和を守るために戦う内容となっている。
東映特撮ファンクラブ・オリジナル番組『山本康平の忍び道』で、木下あゆ美が企画・アイデアを提案したことにより、制作された。
スーパー戦隊シリーズで助監督を務めてきた葉山康一郎の、監督デビュー作でもある。また、脚本には『科捜研の女』などを執筆した下亜友美が起用された。プロデューサーの塚田英明は、前年にドラマ化された「ヒーローをネタに遊んだ」作品である『中年スーパーマン左江内氏』のように、長澤たちの実体験なども重ね合わせながら、番外編ではあるがそれぞれのキャラクター設定や作品の世界観を踏まえた作りにし、「ヒーロー」と「ママ」を両立させる大変さを、楽しく描いたという。
オリジナルビデオ『宇宙戦隊キュウレンジャーVSスペース・スクワッド』から宇宙忍デモストも登場するなど、同作品の前日譚のような位置付けにもなっている。

## 登場人物
メインヒロインは主婦としてママ友同士である。
野乃 七海（旧姓） / ハリケンブルー
『忍風戦隊ハリケンジャー』のメンバー。
女優業もこなしているスマイルママ。時短にこだわる。
礼紋 茉莉花（旧姓） / デカイエロー
『特捜戦隊デカレンジャー』のメンバー。
エスパー風味のプレシャスママ。子供もテレポート能力を持っている。
小津 芳香（旧姓） / マジピンク
『魔法戦隊マジレンジャー』のメンバー。
ママモデルとしても活躍している愛されママ。子供の方がしっかりしている。
ひろと先生
ママたち憧れの子供3人の保育園の先生。
宇宙忍デモスト
『宇宙戦隊キュウレンジャーVSスペース・スクワッド』より。
邪教団・幻魔空界十二使徒の一員。
機械忍蟲（）
宇宙忍デモストに使役され、すべてを食い尽くす邪悪な蟲。
- ただし、予算の都合でイメージイラストのみとされ、戦闘シーンもカットされている。

## キャスト
- 野乃七海（旧姓） / ハリケンブルー - 長澤奈央
- 礼紋茉莉花（旧姓） / デカイエロー - 木下あゆ美
- 小津芳香（旧姓） / マジピンク - 別府あゆみ
- ひろと先生 - 多和田秀弥
- 小津翼 - 松本寛也（友情出演）
- 風呂洗いする夫（写真） - 中田浩二（特別出演）
- 海璃（七海の子） - 藤原陽人
- 大我（茉莉花の子） - 宮澤東臣
- 風香（芳香の子） - 吉田結凪
- ナレーション - 高戸靖広
- 宇宙忍デモストの声 - 日野聡
- 宇宙忍デモスト - 中山甲斐

## スタッフ
- 製作 - 東映特撮ファンクラブ（東映、テレビ朝日、バンダイナムコライツマーケティング）
- 協力 - Vシネクスト『宇宙戦隊キュウレンジャーVSスペース・スクワッド』
- 原作 - 八手三郎
- 脚本 - 下亜友美
- 監督 - 葉山康一郎
- サウンドデザイン - 桑原秀綱
- プロデュース - 塚田英明、中野剛
- 撮影 - 松村文雄
- 照明 - 林大樹
- 録音 - 中山寿範
- 装飾 - 塩溝義幸
- 装置 - 桑原良太
- スタイリスト - 村瀬昌広
- 衣裳 - 角田千春
- メイク - 関東沙織、栗田佐智代
- スチール - 堀貴行
- 編集 - 柳澤和子
- EED - 菊地光洋
- スクリプター - 國米美子
- メイキング - 丸山竜也、豊田朋子
- 助監督 - 作野良輔
- 制作担当 - 石井宏樹
- タイトルロゴデザイン - 伊津野妙子
- メインビジュアル - 西田智子
- TTFCライター - 用田邦憲
- ラインプロデューサー - 佐々木幸司
- 製作プロダクション - 東映テレビプロダクション

## 各話リスト
| 話数  | サブタイトル                           | 配信日        |
| ----- | -------------------------------------- | ------------- |
| 作戦1 | 時短で解決！キラキラヒーローママへの道 | 2018年5月13日 |